# Villa Scopoli
Villa Scopoli si trova ad Avesa, quartiere di Verona.
Il relativo parco, adagiato a ridosso di una collina, offre elementi interessanti non solo dal punto di vista architettonico e artistico, ma anche naturalistico.
Si tratta di una tenuta dalle origini molto lontane: proprietà dei frati camaldolesi già nel XIII secolo, venne poi rimaneggiata dai successivi proprietari ovvero i Del Bene (XVII secolo), i Nogarola (XVIII secolo) e gli Scopoli (XIX secolo), assumendo l'aspetto attuale.
L'ultima erede della famiglia Scopoli lasciò la proprietà alla Pia Società Don Nicola Mazza.

## Storia
I frati camaldolesi furono proprietari dal 1202 del fondo su cui poi sorsero la villa e il parco.
La proprietà passò poi, nel corso del tempo, a diverse famiglie nobili veronesi:
- 1598: famiglia Del Bene di S. Eufemia
- 1647: famiglia Bevilacqua
- 1680: famiglia Nogarola, dalla quale prese il nome la tenuta fino al 1849
- 1806: famiglia Calabi
- 1845: famiglia Zeiner
- 1849: famiglia Scopoli
- dal 1994 ad oggi: Pia Società Don Nicola Mazza.

Quando Ippolito Scopoli acquistò la villa dei Nogarola ad Avesa, questa era ancora molto legata al ricordo del poeta Ippolito Pindemonte, nonché suo padrino e assiduo frequentatore del salotto letterario di Elisabetta Contarini Mosconi, nonna materna di Scopoli stesso. Pindemonte, durante un soggiorno estivo nel 1795, scrisse qui Le prose e poesie campestri esprimendo una concezione dei giardini innovativa: una coniugazione tra la razionalità degli spazi all'italiana e la spontaneità della natura nel paesaggio collinare. Vicino al gusto di Pindemonte, Ippolito Scopoli volle sfruttare le tracce rinascimentali e l'incontaminato paesaggio collinare per rimodellare il parco della villa occupandosi, in particolare, dei giochi d'acqua nella peschiera e della passeggiata romantica.
L'ultima erede della famiglia Scopoli fu Laura Scopoli (1906-1994), la quale trascorse lunga parte della sua vita nella villa insieme alle sorelle Fiorenza e Rosa.
Alla sua morte, in mancanza di eredi diretti, la proprietà venne lasciata alla Pia Società Don Nicola Mazza.

## Descrizione
Nel 1810 venne compiuto un rifacimento della villa, la quale assunse le caratteristiche odierne: pianta rettangolare, articolazione dell'edificio su due piani con sovrastante mezzanino, facciata neoclassica con finestre inserite in cornici e un ingresso sobrio.
All'interno della villa vi erano due sale di rappresentanza (una per piano) accerchiate da stanze per usi diversi. Con l'ultimo restauro del 1998, la Pia Società Don Nicola Mazza ha adibito questi spazi ad uso comunitario e religioso.
Di fronte alla villa si nota la casa del “gastaldo”, con un porticato rustico in pietra di calcare nummulitico.

### Il brolo
Superando la residenza si arriva al brolo, che misura prima più di mezzo ettaro.
Per accedervi bisogna attraversare un ponticello in calcare nummulitico, che per la fattura si ritiene originale, sotto il quale scorrono le acque del Lorì, il piccolo corso d'acqua di Avesa.
Quando, all'inizio del Seicento, la famiglia Del Bene ereditò la proprietà, decise di creare un giardino fuori scala rispetto all'edificio di residenza, con lo scopo di dare vita ad una vera e propria opera d'arte manierista.
Non sono pervenute testimonianze che accertino quale fosse la forma originaria del giardino, ma si possono ancora osservare gli assi ortogonali che suddividevano lo spazio in quattro aree e che conducevano a diverse pertinenze, secondo il tipico schema del giardino rinascimentale all'italiana.
Un'altra testimonianza di ciò è un muro al confine con la Chiesa della Camaldola sul quale si notano due nicchie, che originariamente dovevano contenere delle statue, e i resti di un canale di irrigazione progettato da Ippolito Scopoli nell'Ottocento, che sfruttava le acque del torrente Lorì.
Lo spazio descritto era un'area dedicata alla coltivazione di alberi da frutta, in particolare del melo e del pero), delimitata e racchiusa entro una cinta muraria secondo le caratteristiche tipiche del giardino a brolo, diffuso in molte ville veronesi a partire dal Settecento. Successivamente vennero coltivati anche ortaggi ed altre piante.

### La peschiera
L'ingresso allo spazio della peschiera è costituito da un portale di ordine tuscanico, incorniciato da due semicolonne su piedistallo che sorreggono un timpano triangolare, il tutto concluso da paraste sempre su piedistallo e decorato a bugnato rustico.
Tra le semicolonne e le paraste vi sono due nicchie con piedistalli che accoglievano due statue (andate perdute); i piedistalli sono ornati da mascheroni, dai quali in passato probabilmente zampillava dell'acqua.
Il portale risulta oggi proporzionato grazie ad un restauro che ne ha scoperto il basamento, il quale era stato nascosto da un metro di terra portata dalle numerose e documentate esondazioni del progno.
Varcato questo portale si accede alla peschiera: essa è ovoidale, con una circonferenza di 80 metri e balaustrata con vasi di fiori e piante in corrispondenza dei pilastrini; ognuno di questi pilastrini è decorato da mascheroni differenti tra loro, dai quali zampillava dell'acqua che andava a finire nei sovrastanti vasi. La vasca è racchiusa da un muro di cinta che presenta nicchie decorate con conchiglie, concrezioni marmoree, mosaici colorati e fontane volte a creare continui giochi d'acqua. Sempre sul muro di cinta, in corrispondenza dell'asse minore della peschiera, si trovano due edicole doriche sorrette da due coppie di telamoni e cariatidi: le figure sono vestite di pelli di capra, hanno morbidi copricapi e sono volutamente ritratte all'antica, cioè create con braccia mozzate per richiamare epoche remote.
La costruzione della peschiera fu seguita da Giovanni Del Bene, nipote e unico erede di Agostino Del Bene primo proprietario della villa. Sono documentati i lavori del periodo 1629-1633, soprattutto per quanto riguarda il muro di cinta e la vasca. Giovanni morì nel 1629 senza poter ammirare l'opera a conclusione dei lavori.
Sul lato opposto a quello del portale d'ingresso alla Peschiera, si aprono delle grotte:
Il complesso delle grotte è in muratura e costituito da una stanza centrale e due stanze laterali minori.
La stanza centrale è decorata con finte concrezioni marmoree, conchiglie, stalattiti e di fronte all'ingresso si nota una nicchia decorata con una grande conchiglia aperta recante due gigli incrociati (lo stemma fiorentino dei Del Bene, che ancora conservavano al loro arrivo a Verona nel Trecento).
Le due stanze più piccole sono a pianta circolare: sono decorate, nella parte inferiore, da nicchie in cui sono raffigurati paesaggi e città, mentre, nella parte superiore, da stucchi baroccheggianti di scene mitologiche.
La tecnica utilizzata per la decorazione delle grotte è la tecnica a graniglia, che consiste nell'accostamento di graniglie naturali di diversi colori su intonaco fresco, molto rara nel panorama artistico veronese.
Il complesso era sicuramente caratterizzato da giochi d'acqua, dato che si possono ancora scorgere i punti dai quali l'acqua entrava e usciva e dato che se ne fa cenno anche in due documenti risalenti al 1696.
Si suppone che la realizzazione delle grotte sia stata fatta dallo stuccatore e ingegnere Pompeo Frassinelli. Nella parte superiore della grotta di destra, infatti, si nota l'iscrizione POMP. FRASN. ROM. che potrebbe corrispondere appunto a Pompeo Frassinelli Romano.

### Sistema idraulico della proprietà
Vengono sfruttate le acque prelevate dal torrente Lorì nel punto in cui il corso d'acqua si avvicina al muro di cinta, per incanalarle entro un condotto di circa 1 metro di larghezza.
Il Lorì poi, poco più a nord della villa, si divide in due rami: il primo scorre in un alveo sagomato da piastrelle e va ad alimentare il brolo, diramandosi poi a sua volta in un canalino interrato che va ad alimentare la peschiera; il secondo segue il muro di cinta del brolo e confluisce di nuovo nel Lorì all'esterno della tenuta.
Per irrigazione della parte pianeggiante della tenuta, l'acqua del Lorì arriva ad un piccolo pozzo lungo un canalino in cemento che attraversa il viale dei Cipressi e torna poi verso valle lungo il muro a sud, riconfluendo infine nel Lorì. Si tratta dunque di un sistema di canalizzazione che circonda praticamente tutta l'area dove si trovano gli orti-giardino.
Per l'alimentazione della peschiera e del brolo una rete di piccoli canali poco profondi si estendava da nord della villa e circondava lo spazio adibito a frutteto. Dalla peschiera, poi, l'acqua in eccesso usciva a sud e si ricongiungeva al torrente Lorì all'esterno della tenuta.
L'acqua per la villa veniva prelevata nello stesso punto che, procedendo davanti alla chiesa del Camaldolino, andava ad alimentare un pozzo dietro all'edificio.
Per irrigare la collina, infine, era stato ideato un sistema che convogliava l'acqua piovana in vasche pensili.

### Gli orti
Al di là del muro di cinta del brolo si apre uno spazio pianeggiante dedicato alle coltivazioni.
Già i camaldolesi probabilmente avevano organizzato un hortus salutis, nel quale coltivavano piante officinali, e i vari proprietari del fondo che si susseguirono continuarono ad occuparsene con una produzione ortofrutticola fino all'inizio del XX secolo.
Per un periodo, l'area fu abbandonata, ma dal 1992 orto e frutteto vennero ripristinati: ora l'orto misura 3.000 m² ed è suddiviso in due parti, coltivate a rotazione per mantenerne la fertilità.
Vi è anche una fattoria in cui sono presenti animali per produrre carne, latte, uova e concime.
Sopra agli orti si nota uno spazio caratterizzato da muretti a secco a uso di terrazzamento. Sistemati sul pendio della collina nel corso dei secoli, fino a poco dopo la seconda guerra mondiale, per ricavare ulteriori spazi coltivabili adibiti in particolare a olivi, viti, ciliegi e frumento.
I massi che costituiscono i muretti venivano scaiati (ovvero smussati e regolarizzati) e portati dalla cava in loco. Sopra ai gradoni ricavati dalla disposizione di questi massi, venivano poi depositati 30-40 centimetri di terra nella quale veniva piantato l'albero che si desiderava far crescere.
La presenza di queste opere ha permesso che la collina non è degradasse nel corso del tempo.

### Il belvedere
Il belvedere è un balcone costruito sulla iniziale pendenza della collina, a cui si giunge percorrendo il cosiddetti viale dei Cipressi, che si snoda dopo il brolo. Questo viale misura circa 90 metri e conta dieci Cipressi.
Il belvedere poggia su una struttura chiamata in dialetto El cesòn (trad. "la chiesa"), richiamando forse l'originaria funziona a luogo di culto: la muratura esterna, infatti, è costituita a fasce da pietra tufacea e cotto che tipicamente si ritrova negli edifici religiosi risalenti al periodo comunale, come le chiese di San Zeno, Santo Stefano e San Giovanni in Valle. Il cèson è a pianta centrale, con i tre bracci liberi che accolgono tre nicchie e sovrastati da una copertura a mezza cupola; il corpo centrale, invece, è coperto da una volta a crociera in laterizio.
Vi si accede da un grande portale bugnato e l'interno sopra descritto è, oramai, degradato e privo di pavimentazione.
La costruzione del belvedere risale ad una data anteriore al 1649, dato che viene già menzionata nell'inventario di villa e parco effettuato in quell'anno.
Dietro la terrazza si può notare un'area circolare, in passato occupata da un giardino fiorito ma attualmente occupato da altre specie quali il pungitopo, il sambuco e la Roverella, abitate da animali come lo scoiattolo che ne arricchiscono l'ecosistema.

### La passeggiata romantica
Superato il poggio del belvedere si percorre la cosiddetta passeggiata romantica, la quale si snoda nel bosco per circa un chilometro.
La sua creazione rimanda allo stile del giardino all'inglese che si diffuse in tutta Europa tra il Settecento e l'Ottocento e che, in contrasto con quello che era il modello di giardino formale adottato usualmente in Italia fin dal Rinascimento, dava spazio a una natura apparentemente libera e spontanea.
Il bel paesaggio che si scorgeva dalla collina del parco spinse Ippolito Scopoli a progettare una romantica passeggiata che si snodasse tra un ricco insieme di vegetazione, profumi e visioni suggestive.
Nella prima metà di questo percorso si è reso il sentiero più facilmente percorribile con alcuni interventi di ingegneria, ovvero superando un primo dislivello di circa 20 metri con otto tornanti e un altro dislivello di 15 metri (successivo ad un tratto pianeggiante/in discesa) con altri quattro tornanti.
Superata questa serie di tornanti, si raggiunge il punto più elevato (180 metri sul livello del mare): il sentiero procede da qui in poi in modo pianeggiante e sul lato sinistro si nota il muro del terrazzamento soprastante.
Dopo una gradinata di pietra che consente di raggiungere i prati superiori e una dolina ricoperta da abbondante vegetazione, il sentiero inizia a discendere costeggiando il muro di cinta della proprietà e quello delle cedrare.

## Flora e fauna

### Fauna
- Uccelli avvistati nelle varie aree del parco:
  - Nei campi coltivati: passero, rondine, rondone, storno, merlo, cornacchia, gabbiano, germano reale, moretta, civetta, upupa, fringillidi, zigoli.
  - Nel bosco: picchio, cince, tordo, rigogolo, ghiandaia, cuculo, beccaccia, silvidi.
  - Nella peschiera (vi pescano): martin pescatore, airone cenerino.
  - Rapaci avvistati regolarmente: poiana, gheppio, sparviere, falco pecchiaiolo, falco pellegrino.
- Mammiferi: volpe, faina, donnola, riccio, topolino delle case, pipistrello, scoiattolo.
- Rettili: lucertola muraiola, orbettino, biacco (una sottospecie è il cosiddetto carbonasso).
- Pesci nella peschiera: carpa, pesce rosso, carassio, tinca. La trota è stata reintrodotta nel Lorì, vicino alla villa.
- Animali da fattoria: coniglio, pecora, pollo.

### Flora
- Nel giardino brolo: Rosa rampicante, Pittosporo, Alloro, Cipresso, Lillà, Abete di Spagna, Abete rosso, Bulbose, Rosmarino, Cedro dell'Himalaia.

- Nella zona della Peschiera: Cipresso, Tasso, Fico, Sambuco, Edera, Tuia orientale, Aspidistra, Capelvenere, Cimbalaria.

- Negli orti:
  - Ortaggi: Insalata, Verza, Ravanello, Broccolo, Zucchina.
  - Piante: Calle, Rosa, Settembrino, Narciso, Violetta, Rosmarino, Lavanda, Salvia, Timo.
- Sul perimetro degli orti: Melo, Noce, Caco, melograno, Nespolo, Cotogno, Fico, Vite.

- Sui muretti a secco: Iris germanica (Giaggiolo).

- In prossimità del Belvedere: Ligustro, Bagolaro, Tiglio, Nocciolo, Sambuco.

- Sul retro della terrazza del Belvedere: Photinia serrulata, Magnolia stellata, Carpino nero, Roverella, Bagolaro, Pungitopo, Sambuco, Tasso, Agrifoglio, Bosso.

- Lungo la passeggiata romantica: Vite, Ulivo, Bosso, Laurotino, Lauroceraso, Albero di Giuda, Acero campestre, Carpino nero, Roverella, Orniello, Bagolaro, Pungitopo, Asparago Selvatico, Peonia Selvatica, Abete greco, Orchidea selvatica.